# María Juan de Sentmenat
María Juan de Sentmenat y Lerdo de Tejada (Palma) és una relacions públiques fundadora de l'agència de comunicació Estudio Sentmenat. És neta dels comtes de Ribas.
El 2025 fou escollida com una de les 50 dones més influents de les Illes Balears per la revista Forbes.